# Cacia
Cacia es una freguesia portuguesa del concelho de Aveiro, con 37,36 km² de superficie y 7.006 habitantes (2001). Su densidad de población es de 187,5 hab/km².